# Hypodistoma mirabile
Hypodistoma mirabile är en sjöpungsart som först beskrevs av Kott 1972.  Hypodistoma mirabile ingår i släktet Hypodistoma och familjen Holozoidae. Inga underarter finns listade i Catalogue of Life.